# 카고 (2013년 영화)
《카고》(Cargo)는 오스트레일리아에서 제작된 벤 하울링, 요란더 람크 감독의 2013년 드라마 영화이다. 앤디 로더레다 등이 주연으로 출연하였다. 트롭페스트 단편 영화제용으로 제작되었고 입상권에 들었다. 유튜브에 업로드된 이후 바이럴 마케팅이 되었으며 수많은 웹사이트를 장식하였다. 2018년 기준으로 14,000,000명 이상이 시청하였다.

## 출연
- 앤디 로더레다